# I Shot Ya
I Shot Ya är en hardcore hiphop-låt från 1995 av LL Cool J från hans album Mr. Smith. Låtens remix, även den från albumet, innefattar extra verser med Prodigy, Fat Joe, Foxy Brown, Mobb Deep & Keith Murray.